# کیریمتیاوا
کیریمتیاوا (به لاتین: Kirimetiyawa) یک منطقهٔ مسکونی در سری‌لانکا است که در استان مرکزی (سری‌لانکا) واقع شده‌است.